# 尾西鉄道EL1形電気機関車
尾西鉄道EL1形電気機関車（びさいてつどうEL1がたでんききかんしゃ）は、尾西鉄道が新製した直流600V用電気機関車である。後年、尾西鉄道が旧・名古屋鉄道に吸収合併された際、デキ1形と改称されている。

## 概要
尾西鉄道（現尾西線）が保有する全線の電化完了に際して、従来の丁形（11, 12）蒸気機関車等に代わる機関車として1924年（大正13年）に1両(EL1)が輸入されたシーメンス社製の凸形小型電気機関車である。
主に木曽川港駅の貨車入換に使用され、1925年（大正14年）8月1日、名古屋鉄道（旧）が尾西鉄道を買収すると、EL1は名古屋鉄道デキ1形(1)に改称される。名鉄の電気機関車としては最も小型であった。
戦後は佐屋駅郊外の砂利取り線で使用された。その後、尾西線で使用された後、竹鼻線西笠松駅と大須駅で入換用となり、1960年（昭和35年）廃車となった。